# Стадион Олимпик Феликс Санчез
Стадион Олимпик Феликс Санчез (шп. Estadio Olímpico Félix Sánchez), раније познат под именом Estadio Olímpico Juan Pablo Duarte, је вишенаменски стадион у Санто Домингу, Доминиканска Република, изграђен 1974. године за потребе XII Игре Централне Америке и Кариба.
Стадион је део огромног спортског комплекса под називом „Олимпијски центар Хуан Пабло Дуарте” који је обновио доминиканске спортове, био је главно место одржавања Панамеричких игара 2003. године, уједно је стадион са највећим капацитетом у земљи и седиште националне фудбалски екипе. Стадион се користи за утакмице Доминиканске фудбалске лиге, концерте као што је Пресидент Фестивал и верске активности.

## Историја
До 2005. године је био познат као Олимпијски стадион Хуан Пабло Дуарте, због места где се налази, иако му је право и скоро непознато званично име било Олимпијски стадион Хаиме Капехон Дијаз, у част једног спортисте с почетка 20. века. Доминиканска влада одлучила је да га преименује у част доминиканског светског и олимпијског шампиона у трци на 400 метара са препонама, Феликса Санчеза.
Као стадион са највећим капацитетом у земљи, постало је главно место за велике догађаје, међу којима се могу поменути XII Централноамеричке и Карипске игре 1974. године, Пан америчке игре 2003. године, Пресидент Фестивал, концерти 1. јануара који сваке године обележавају Битку вере националне евангелистичке концентрације, где се хиљаде људи из целе земље окупљају да захвале Богу за благослове протекле године и жеље и снове у години која долази, све у прослави прве службе у години. Од 2015. године, домаћин је фудбалских утакмица, за локалну Доминиканску фудбалску лигу за тимове Баугер ФЦ, клуб Атлетико Пантоја и О&М ФЦ, а од 2016. и за клуб Барселона Атлетико.